# Vasil Kušej
Vasil Kušej (Ústí nad Labem, 24 de mayo de 2000) es un futbolista checo que juega en la demarcación de delantero para el S. K. Slavia Praga de la Liga de Fútbol de la República Checa.

## Selección nacional
Hizo su debut con la selección de fútbol de República Checa el 20 de noviembre de 2023 en un partido de clasificación para la Eurocopa 2024 contra Moldavia que finalizó con un resultado de 3-0 tras los goles de David Douděra, Tomáš Chorý y Tomáš Souček.

## Clubes
| Club                     | País            | Año       | Partidos | Goles |
| ------------------------ | --------------- | --------- | -------- | ----- |
| FC Wacker Innsbruck II   | Austria         | 2019-2020 | 4        | 2     |
| FC Wacker Innsbruck      | Austria         | 2019-2020 | 5        | 0     |
| FK Viagem Ústí nad Labem | República Checa | 2020-2021 | 27       | 2     |
| 1. SK Prostějov          | República Checa | 2021-2022 | 46       | 12    |
| F. K. Mladá Boleslav     | República Checa | 2023-2025 | 81       | 17    |
| S. K. Slavia Praga       | República Checa | 2025-     | 15       | 10    |

## Palmarés

### Títulos nacionales
| Título                               | Club               | País            | Año  |
| ------------------------------------ | ------------------ | --------------- | ---- |
| Liga de Fútbol de la República Checa | S. K. Slavia Praga | República Checa | 2025 |